# Samuel F. Tappan
Samuel Forster Tappan (Manchester-by-the-Sea, 29 giugno 1831 – gennaio 1913) è stato un giornalista e militare statunitense, abolizionista e attivista per i diritti dei nativi americani.

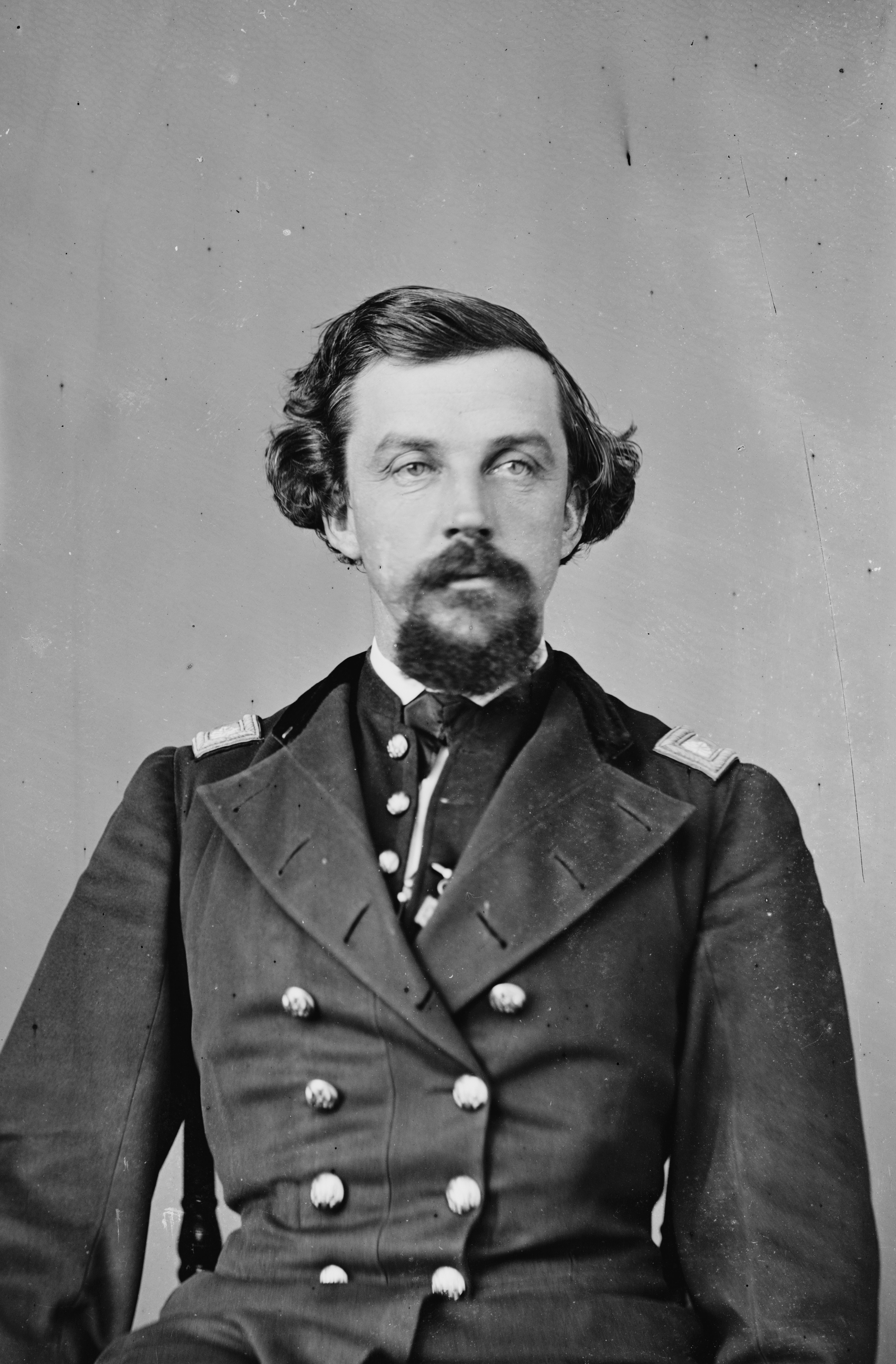
Tappan, c. 1865

Nominato membro della Commissione per la pace indiana, nel 1867, per raggiungere la pace con gli indiani delle pianure, sostenne l'autodeterminazione delle tribù native. Propose al governo federale di sostituire la giurisdizione militare sulle questioni tribali con una forma di diritto civile sulle riserve indiane, applicata dalle stesse tribù.

## Biografia
Samuel Tappan era un membro dell'importante famiglia Tappan del New England. Comprendeva sacerdoti, politici, mercanti, capitani di mare, ebanisti, inventori, poeti, filantropi, educatori e abolizionisti. Era un cugino di primo grado dei famosi fratelli Arthur Tappan (1786–1865) e Lewis Tappan (1788–1873) che erano mercanti di seta a New York; erano conosciuti come filantropi e abolizionisti, così come il loro fratello maggiore, il senatore Benjamin Tappan (1773–1857) dell'Ohio, che fece da mentore a Edwin M. Stanton, poi Segretario alla Guerra nel governo di Abraham Lincoln.
Sam Tappan ricevette un'istruzione scolastica comune e poi andò a lavorare nel commercio di ebanisteria nella sua città natale, imparando a fare sedie da suo padre. Successivamente lavorò a Boston nel negozio di abbigliamento di un suo zio.
Mentre era a Boston, rimase turbato dal destino degli schiavi fuggitivi che venivano catturati, ai sensi del Fugitive Slave Act del 1850, e riportati al lavoro servile. Tappan fu incoraggiato nel suo abolizionismo da membri della famiglia e uomini di spicco, tra cui Wendell Phillips, William Lloyd Garrison, Theodore Parker e altri. Nel maggio 1854, la cattura dello schiavo Anthony Burns a Boston e il suo ritorno forzato, da parte dei marescialli statunitensi, suscitò una feroce reazione tra gli abolizionisti della città. La folla si riversò in strada per protestare contro il suo ritorno in schiavitù nel sud. Questo evento potrebbe aver ispirato Tappan a intraprendere un'azione personale dopo l'approvazione del Kansas-Nebraska Act.
All'età di 23 anni faceva parte di un gruppo di 29 coloni del New England che fondarono quella che in seguito divenne la città di Lawrence in Kansas, nell'agosto 1854, come parte del "partito pionieristico" della New England Emigrant Aid Company. Stavano cercando di fare in modo che i sostenitori dell'anti-schiavitù si stabilissero in Kansas prima del voto per determinare se dovesse essere uno stato libero o schiavista. Rivendicò la proprietà terriera che si appoggiava a quella del medico omeopatico Dr. John Doy, di Rochester, New York. Fu anche corrispondente per il New York Tribune di Horace Greeley e scrisse alcuni articoli per il Boston Atlas e molti altri giornali, riferendo sulle prime difficoltà del territorio con i predoni di frontiera. In qualità di attivo abolizionista, si occupò del movimento contro la schiavitù nel territorio del Kansas, compresi i rapporti sui conflitti armati e talvolta mortali tra i sostenitori della schiavitù del territorio e quelli allineati con il movimento di Stato libero. Tappan venne anche attivamente coinvolto nella Ferrovia Sotterranea, spostando gli schiavi attraverso il Kansas negli stati del nord. Nel 1855 partecipò al salvataggio di Jacob Branson durante la guerra di Wakarusa di breve durata.
Tappan divenne attivo nell'instabile attività politica nel territorio. Nel 1855, accompagnato dall'attivista politico Martin F. Conway, viaggiò attraverso il Kansas meridionale e occidentale, parlando a favore del movimento per lo stato libero. Mantenne stretti legami con la leadership della New England Emigrant Aid Company, con sede nel Kansas, e partecipò al contrabbando di armi (soprannominate "Bibbie di Beecher") e a fornire altra assistenza ai coloni del suolo libero. Tappan era impiegato della convenzione costituzionale di Topeka, assistente cancelliere della Camera dei rappresentanti nel 1856 e l'anno successivo svolse le funzioni di presidente della Camera dei rappresentanti di Topeka. Fu segretario della convenzione costituzionale di Leavenworth nel 1858 e impiegato della convenzione di Wyandotte nel 1859. Anche suo cugino di primo grado, Lewis N. Tappan, emigrò in Kansas nel 1857 e fu Segretario del Senato ai sensi della Costituzione di Topeka. Lewis Tappan era uno dei Commissari del Trattato di Fort Scott. Sia Lewis che Sam erano tra i 15 uomini armati che catturarono la scatola contenente i risultati elettorali alterati a Lecompton, la cui scoperta portò al rovesciamento del partito pro-schiavitù in Kansas.
Nel 1860, Tappan si trasferì, come "Pike's Peaker", nell'insediamento che divenne Denver, in Colorado. Questa mossa faceva parte di un accordo commerciale che coinvolgeva suo cugino Lewis N. Tappan e l'allora relativamente sconosciuto Henry Villard, che lo avevano entrambi preceduto di un anno nei giacimenti d'oro. Sam Tappan lavorò come giornalista per il Daily Herald e venne coinvolto nell'esplorazione dell'oro e di altri minerali e nell'insediamento di township. I suoi cugini Lewis N. Tappan (1831–1880), George H. Tappan (1833–1865), affiancati più tardi nel 1865 da William H. Tappan (1821–1907), gestirono Tappan & Co, uno dei primi negozi generalisti al servizio dei minatori del Colorado, con filiali a Denver, Colorado City, Golden e Central City.
Con lo scoppio della guerra civile, nel 1861, Tappan ricevette l'incarico, dal governatore territoriale del Colorado William Gilpin, di aiutare a formare un reggimento di truppe volontarie dell'Unione. Nominato inizialmente capitano, il suo successo nelle campagne di reclutamento nelle piccole città minerarie del Colorado, di Black Hawk, Georgetown, Golden e Central City, portò alla sua promozione a tenente colonnello del neonato First Colorado Volunteer Regiment, in servizio sotto il colonnello John P. Slough, un avvocato di Cincinnati, Ohio. Dopo aver aiutato ad addestrare il reggimento a Camp Weld vicino a Denver, Tappan fu posto al comando di Fort Wise con un distaccamento del reggimento fino all'arrivo della notizia dell'invasione del territorio del New Mexico da parte dei Confederati del Texas.
Tappan si unì al movimento dei First Colorado Volunteers per rafforzare Fort Union, nel New Mexico, all'inizio di marzo del 1862, che in seguito vide l'azione contro le truppe confederate lungo il Santa Fe Trail. Tappan partecipò al secondo giorno della battaglia del Passo Glorieta il 28 marzo 1862 al Pigeon's Ranch. Fu l'effettivo comandante sul campo delle forze federali durante lo scontro principale quel giorno, e rimase esposto al fuoco nemico mentre il colonnello Slough dirigeva l'attività federale dalle retrovie. Le azioni di Tappan, quel giorno, furono oscurate dal successo di un terzo ufficiale del comando di Slough che aggirò le linee confederate e attaccò e distrusse la carovana nemica e i rifornimenti nelle loro retrovie vicino a Johnson's Ranch. Comandato dal maggiore John M. Chivington, un ex ministro metodista, che aveva anche comandato la forza avanzata dell'Unione che aveva sconfitto un'unità confederata avanzata il 27 marzo ad Apache Canyon, questo distaccamento dell'Unione pose fine alla minaccia rappresentata dagli invasori confederati distruggendo i loro rifornimenti e depositi di munizioni.
Quando Slough si dimise da colonnello, pochi giorni dopo la vittoria a Glorieta Pass, Tappan divenne l'ufficiale di grado superiore e colonnello ad interim. Sebbene in seguito riconosciuto sia dal colonnello Edward Canby, comandante del dipartimento del New Mexico, sia dal colonnello Christopher "Kit" Carson dei First New Mexico Volunteers per le sue solide capacità militari, Tappan rinunciò volontariamente ai suoi diritti di anzianità e si unì alla firma di un petizione tra gli uomini del Primo Colorado per far nominare Chivington, il recente eroe della battaglia della Glorieta, al grado di colonnello. La promozione di Chivington a colonnello, superando così in grado Tappan, alla fine avrebbe prodotto attrito tra i due poiché Chivington considerava Tappan un rivale che cercava di screditare. Slough si dimise da colonnello, pochi giorni dopo la vittoria a Glorieta Pass, Tappan divenne colonnello ad interim. Benché successivamente riconosciuto sia dal Col. Edward RS Canby, Comandante del Dipartimento del New Mexico, che dal Col. Christopher "Kit" Carson dei First New Mexico Volunteers per le sue solide capacità militari, Tappan rinunciò volontariamente ai suoi diritti di anzianità e si unì alla firma di una petizione tra gli uomini del Primo Colorado per elevare Chivington, l'eroe della battaglia della Glorieta, a colonnello. La promozione di Chivington a colonnello, superando Tappan, alla fine avrebbe prodotto attrito tra i due poiché Chivington considerava Tappan un rivale e cercò di screditarlo. Tappan partecipò all'azione a Peralta, il 15 aprile 1862, mentre le truppe dell'Unione inseguivano le forze confederate in ritirata verso il Texas al comando del Brigadier generale Henry Hopkins Sibley. Tappan, con il resto del First Colorado, rimase nel New Mexico alloggiato a Fort Craig, servendo sotto Canby fino all'estate del 1862.
Dopo un atto di percepita insubordinazione, nel 1863, Tappan fu relegato da Chivington al comando di Fort Garland, un comando in una parte remota del Colorado meridionale vicino alle tradizionali terre degli Ute e contenente una vasta popolazione ispanica. Durante il suo comando a Fort Garland, venne incaricato, dal governatore John Evans e dal colonnello Chivington, di dare la caccia ai fratelli Espinosa, briganti e assassini che avevano ucciso 32 cittadini del Colorado a sangue freddo ed erano stati coinvolti in stupri, rapine e altri atti distruttivi. Il governatore Evans aveva offerto una ricompensa di $ 2500 per la cattura, vivi o morti, degli Espinosa. Impiegando i servizi del noto uomo di montagna, esploratore e inseguitore indiano Tom Tobin, Tappan incaricò un gruppo di soldati di accompagnare Tobin nell'impresa di rintracciare gli Espinosa. Il quarto giorno, Tobin rintracciò gli Espinosa e uccise i due fratelli, riportando le loro teste mozzate a Tappan come prova del suo successo. Quando Tappan inoltrò i trofei a Denver, Chivington colse l'occasione per criticare Tappan per un comportamento "non cristiano" nonostante fosse l'uso comune all'epoca di tali metodi. Tappan pagò Tobin di tasca sua quando il governatore Evans non riuscì a pagare l'intera ricompensa che gli era dovuta. Anni dopo, per una questione di onore personale, Tappan sponsorizzò uno sforzo per restituire un risarcimento a un Tobin anziano e squattrinato.
Nel 1864, il padre di Tappan morì in Massachusetts e, dopo numerose domande a Chivington, ottenne il suo primo congedo. Tornò a casa per aiutare a confortare sua madre e le sue sorelle e poi si recò a Washington dove ebbe molti contatti con la gerarchia militare. Li incontrò il marito di sua cugina Elizabeth Tappan Tannatt (sorella dei suoi cugini del Colorado Lewis, William e George Tappan), il colonnello. Thomas R. Tannatt che comandava la prima artiglieria pesante del Massachusetts nelle difese della città e John P. Slough, il suo ex colonnello nel Primo Colorado, che era stato nominato generale di brigata ed era il governatore militare di Alexandria e comandante delle fortificazioni a Fort Ward. Anche Edward Canby era stato promosso generale di brigata, in seguito alla vittoriosa difesa del New Mexico contro l'invasione confederata, e trasferito a Washington come assistente aiutante generale e aiutante militare del segretario alla guerra Edwin M. Stanton. Tappan incontrò personalmente il generale Ulysses S. Grant e ricevette un invito a visitare il suo comando sul campo a City Point, Virginia, dove trascorse diverse settimane prima di tornare in Colorado.
Tornò in Colorado nel novembre 1864 e fu inviato a Fort Lyon, nel territorio del Colorado, con un piede rotto alla vigilia del suo arrivo. Ciò avvenne due giorni prima che elementi del Primo Cavalleria del Colorado, insieme ai soldati di 100 giorni del Terzo Cavalleria del Colorado, sotto il comando del colonnello Chivington, iniziassero un attacco a un pacifico accampamento di indiani Cheyenne e Arapaho del sud a Sand Creek. L'attacco, che coinvolse 675 soldati di cavalleria, ebbe origine all'alba del 29 novembre 1864 ad opera del gruppo partito da Fort Lyon alle 20:00 del 28 novembre nonostante una discussione tra Chivington e alcuni ufficiali del forte che cercarono di dissuaderlo dal compiere l'attacco. C'era un'intesa generale con gli indiani Cheyenne e Arapaho, accampati a Sand Creek, che erano sotto la protezione delle truppe federali a Fort Lyon in base a un accordo raggiunto quell'autunno con l'allora comandante del forte, il maggiore Edward W. Wynkoop. Non è noto se Tappan abbia avuto un ruolo nelle discussioni con Chivington a Fort Lyon il 28 novembre prima dell'attacco. Le truppe federali sotto il comando di Chivington attaccarono i villaggi indiani alle prime luci dell'alba e uccisero 150-200 indiani, due terzi dei quali erano donne e bambini. Le truppe federali persero dieci soldati e subirono 38 feriti (di cui quattro in seguito morirono mentre si trovavano a Fort Lyon), alcune delle vittime apparentemente dovute al fuoco amico e al disordine tra le unità cooperanti. Alcuni dei soldati vittoriosi mutilarono i corpi delle loro vittime indiane e tornarono a Denver dove questi macabri resti di battaglia furono mostrati con orgoglio e pubblicamente ai cittadini. L'azione a Sand Creek venne accolta dai cittadini di Denver come una giustificata vittoria militare che aveva contribuito a vendicare gli omicidi dei coloni delle pianure come la famiglia Hungate. Tuttavia, alla fine iniziò a essere vista, nella nazione in generale, come un ingiustificabile massacro di indiani pacifici sotto i capi della pace come Pentola Nera della tribù dei Cheyenne del sud.
Tappan venne nominato a capo della commissione militare che indagò sul colonnello Chivington per il suo ruolo nel Massacro di Sand Creek. Dopo aver testimoniato a Tappan e ai suoi colleghi Commissari all'inchiesta contro Chivington tenutasi a Denver, il cap. Silas Soule, un collega pioniere e abolizionista del Kansas, venne ucciso da Charles W. Squires, un altro dei volontari del Colorado, presumibilmente per la sua testimonianza contro Chivington. Anche il tenente Joseph Cramer e il maggiore Wynkoop testimoniarono contro Chivington all'inchiesta presieduta da Tappan. L'indagine produsse un rapporto che venne condiviso con il comando militare e il Congresso degli Stati Uniti. Vennero anche intraprese due indagini separate del Congresso sugli eventi di Sand Creek, che criticarono entrambe le azioni di Chivington. Chivington non fu mai punito poiché era stato sollevato dal servizio, nel gennaio 1865, prima dell'apertura della commissione militare investigativa. Tappan fu successivamente elevato al grado di colonnello prima di ritirarsi dall'esercito alla fine della guerra civile. Durante il suo servizio nel Primo Cavalleria del Colorado, elementi del reggimento si unirono anche ai Volontari del New Mexico in campagne contro varie tribù delle pianure, inclusi Kiowa, Comanche e Apache.
Sia come militare che come civile, Tappan fu coinvolto in negoziati e trattati tra i nativi americani e il governo degli Stati Uniti. Mentre prestava servizio a Fort Garland, commentò la riduzione in schiavitù dei Navajo, sia dagli Ute che dai messicani, e cercò un supporto ufficiale per cercare di porre fine alla pratica. Agì come testimone del trattato stipulato il 7 ottobre 1863 a Conejos tra la banda Tabeguache degli Ute sotto Ouray e il governo degli Stati Uniti rappresentato dal governatore del territorio del Colorado Evans, dal sovrintendente indiano del territorio del New Mexico Dr. Michael Steck, dagli agenti indiani Simeon Whiteley e Lafayette Head e dal rappresentante personale del presidente Lincoln, John G. Nicolay. Tappan fu successivamente nominato, dal presidente Andrew Johnson, nel luglio 1867, in base a un atto del Congresso degli Stati Uniti, membro della Commissione indiana per la pace insieme ai generali William Tecumseh Sherman, William S. Harney, Alfred H. Terry e CC Augur e diversi importanti civili. La Commissione negoziò con diverse tribù delle pianure durante il 1867-1868, così come con altre tribù native nel sud-ovest. In Kansas, il 21 ottobre 1867, il gruppo negoziò il Trattato di Medicine Lodge con le tribù della pianura meridionale. Lui e il gen. Sherman furono i due membri della commissione che misero a punto il Trattato di Bosque Redondo che fu firmato il 1º giugno 1868 a Fort Sumner, che pose fine al fiasco della riserva di Bosque Redondo. Tappan incontrò più volte il presidente Johnson e il generale Grant durante il suo servizio nella commissione, così come molti membri del Congresso.
Durante il suo servizio nella commissione, Tappan reclutò anche il giovane e inesperto Henry Morton Stanley, in seguito famoso esploratore e autore africano, prima come impiegato per coprire il lavoro della commissione, e lo raccomandò per essere assunto come corrispondente per archiviare dispacci ad importanti giornali. Attraverso questo lavoro, Stanley giunse all'attenzione di James Gordon Bennett, Jr. del New York Herald, che in seguito lo mandò in Africa alla ricerca del dottor David Livingstone. Tappan sviluppò un'amicizia per tutta la vita con il pioniere, cacciatore di bufali, agente indiano, illustratore e eminente artista/designer del Colorado, John Dare Howland, che era un impiegato della commissione e in seguito progettò il monumento alla Guerra Civile presso l'edificio del Campidoglio del Colorado.
Tappan protestò anche rumorosamente contro il massacro di Washita, nel novembre 1868, dei Cheyenne meridionali del capo Pemtola Nera mentre erano accampati vicino a Ft. Sill, Oklahoma Territory, dal Settimo Cavalleria del tenente colonnello George A. Custer.. Tappan fu anche un membro di spicco della Commissione indiana degli Stati Uniti di Peter Cooper, fondata nel 1869. Promosse una legislazione a favore del finanziamento delle rendite e dell'assistenza economica promessa agli indiani dalla Commissione federale indiana per la pace due anni prima. Rimase attivo nella causa dei diritti dei nativi per tutti gli anni '70 dell'Ottocento, sostenendo fortemente la politica di pace del presidente Ulysses S. Grant. Accusò apertamente che gli sforzi della politica di pace per raggiungere un accordo finale con gli indiani del sud-ovest e delle pianure erano stati minati dagli interessi delle ferrovie e della speculazione fondiaria del Congresso e che questi interessi erano in definitiva responsabili di atrocità contro gli indiani come il massacro di Eskiminzin del 1871 della banda Apache di Camp Grant, Arizona.
In seguito al Trattato di Medicine Lodge, dell'ottobre 1867, a cui partecipò come Commissario, Tappan adottò una ragazza Cheyenne orfana che ribattezzò Minnie Tappan. Prese accordi per il ritorno di Minnie a est a Boston, dove venne iscritta alla scuola pubblica per approfondire la sua educazione. Dopo che Tappan sposò la principale spiritualista Cora L.V. (Scott) Hatch Daniels (in seguito conosciuta come Cora L.V. Richmond 1840–1923) e si trasferì a Washington, Minnie si unì alla famiglia e continuò i suoi studi a Washington. Quando Tappan e sua moglie si trasferirono, alcuni anni dopo, a Titusville, in Pennsylvania, dopo la fondazione di un'impresa commerciale, prese accordi con il suo amico, il generale Oliver Otis Howard, affinché Minnie continuasse la sua formazione presso il Dipartimento preparatorio di quella che oggi è la Howard University. Mentre studiava lì nel 1873, si ammalò e morì e fu sepolta in un cimitero di Boston. Tappan visse anche per un certo periodo durante il dopoguerra a New York.
Dopo il suo servizio con la Commissione per la pace indiana, Tappan lavorò per il suo ex socio Henry Villard presso la Oregon Steamship and Railway Company negli anni '70 dell'Ottocento per aiutare a sistematizzare e incoraggiare l'emigrazione in Oregon. Durante questo periodo viaggiò in Alaska e rappresentò anche l'Oregon alla Centennial Exposition nel 1876 a Filadelfia. In seguito visse in California per un certo periodo. Durante la Presidenza di Chester A. Arthur fu nominato il primo sovrintendente della United States Indian Industrial School a Genoa, Nebraska, nel 1884–1885. La scuola venne fondata per insegnare i mestieri ed educare i nativi americani. Tappan vi rimase fino a quando non venne rimosso dal presidente Grover Cleveland.
Il matrimonio di Tappan con Cora, che era una medium spiritualista, autrice, poeta, abolizionista e collega attivista per i diritti dei nativi americani, alla fine finì con il divorzio e non ebbero figli. Visse a Washington gli ultimi anni della sua vita e fu sepolto, dopo la sua morte, al Cimitero Nazionale di Arlington.